# Garrovillas de Alconétar
Garrovillas de Alconétar (estremenisch Garrovillas d’Alconeta) ist ein Ort und eine Gemeinde  (municipio) mit 1.959 Einwohnern (Stand: 2024) in der Provinz Cáceres in der Autonomen Gemeinschaft Extremadura. Das alte Ortszentrum ist als Conjunto histórico-artístico eingestuft.

## Lage und Klima
Der Ort Garrovillas de Alconétar liegt an der alten Handelsstraße der Via de la Plata ca. 2 km südlich des Flusses Tajo in einer Höhe von ca. 325 m. Die Provinzhauptstadt Cáceres befindet sich ca. 40 km südöstlich; die Römerstadt Mérida liegt gut 100 km südlich und das historisch bedeutsame Städtchen Alcántara ca. 31 km westlich. Das Klima ist warm; Regen (ca. 550 mm/Jahr) fällt hauptsächlich im Herbst und im Frühjahr.

## Bevölkerungsentwicklung
| Jahr      | 1857  | 1900  | 1950  | 2000  | 2021  |
| Einwohner | 5.490 | 5.262 | 6.429 | 2.509 | 1.955 |

Der deutliche Bevölkerungsrückgang in der zweiten Hälfte des 20. Jahrhunderts ist im Wesentlichen auf die Mechanisierung der Landwirtschaft, das „Höfesterben“ und den damit einhergehenden Verlust an Arbeitsplätzen zurückzuführen.

## Wirtschaft

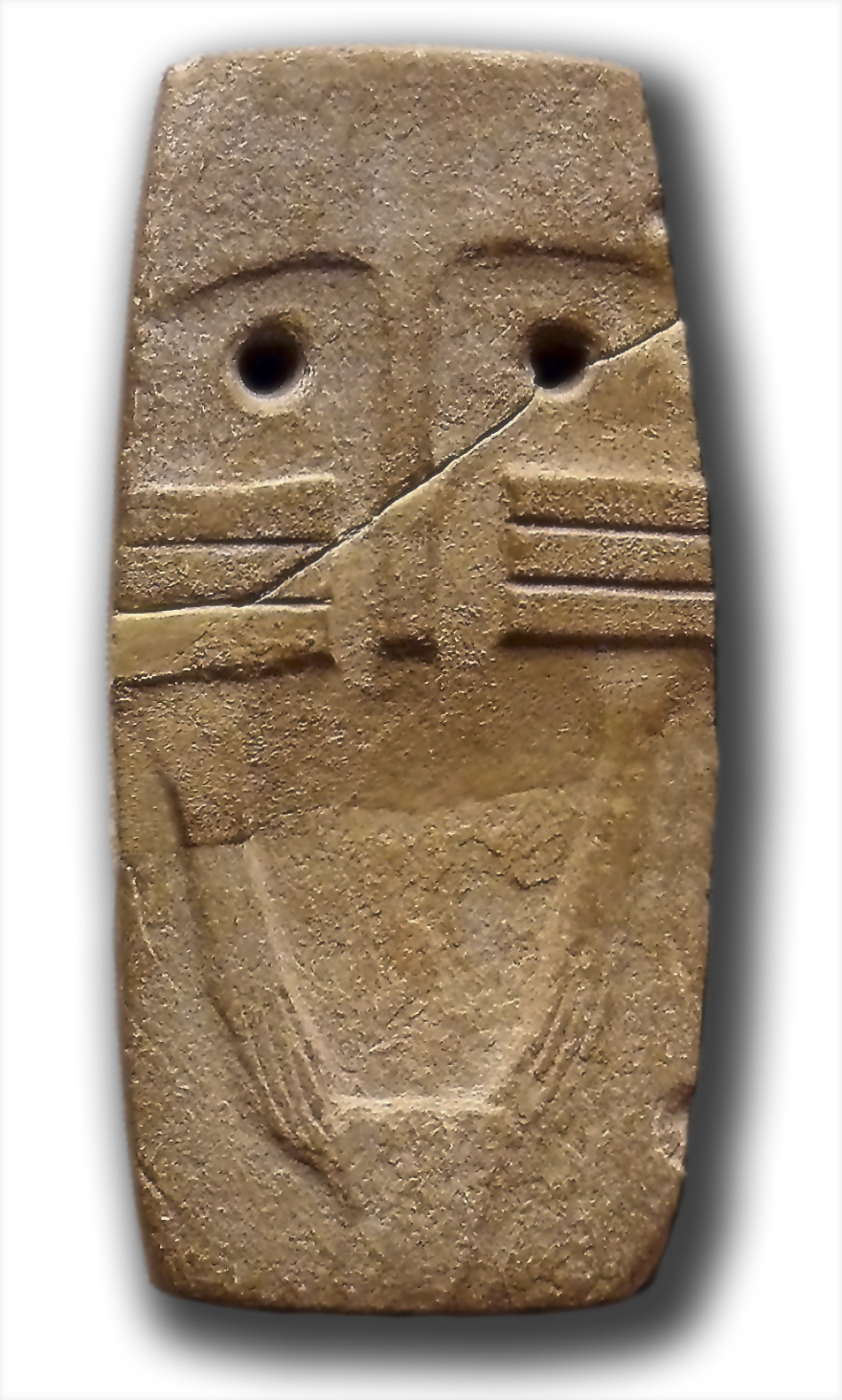
Augenidol aus Garrovillas de Alconétar (Höhe 16,3 cm)

In der Gegend wird seit der Römerzeit Wein- und Olivenanbau betrieben. Der Anbau von Weizen und anderen Feldfrüchten diente früher vorwiegend der Selbstversorgung. Die günstige Lage an der Via de la Plata beförderte das Wachstum der Stadt, in der sich Händler, Handwerker und Dienstleister aller Art ansiedelten. Auch der Tourismus ist heutzutage von wirtschaftlicher Bedeutung.

## Geschichte
Auf dem Gemeindegebiet von Garrovillas de Alconétar wurden prähistorische Funde gemacht – darunter zwei Dolmen aus der frühen und ein Sandsteinidol aus der späten Megalithzeit. Ein bronzezeitliches Schwert (espada) wurde ebenfalls ausgegraben. Im 1. Jahrtausend v. Chr. gehörte die Gegend zum Siedlungsgebiet der keltischen Vettonen, die sich mit ihren westlichen Nachbarn, den Lusitaniern, im Keltiberischen Krieg (197–179 v. Chr.) und im Spanischen Krieg (154–133 v. Chr.) gegen die Römer verbündeten. Deren Sieg konnte jedoch nicht verhindert werden; auf dem Höhepunkt der Kaiserzeit (um 100 bis 130 n. Chr.) erbauten sie eine Straßenbrücke für die Via de la Plata über den Tajo. Aus spätantiker und westgotischer Zeit fehlen die Nachrichten. Im 8. Jahrhundert eroberten arabisch-maurische Heere nahezu die gesamte Iberische Halbinsel. Alconétar wurde im Jahr 1133 vorübergehend und im Jahr 1167 unter Alfons VIII. (reg. 1158–1214) endgültig für die Christen zurückerobert (reconquista) und dem Templerorden übergeben. Im Jahr 1268 wurden dem Ort von Alfons X. (reg. 1252–1284) die Stadtrechte zuerkannt und der Obhut seines Sohnes Ferdinand de la Cerda, übergeben, der jedoch bereits im Jahr 1275 verstarb. Seine Blütezeit erlebte der Ort im 16. und 17. Jahrhundert.

## Sehenswürdigkeiten

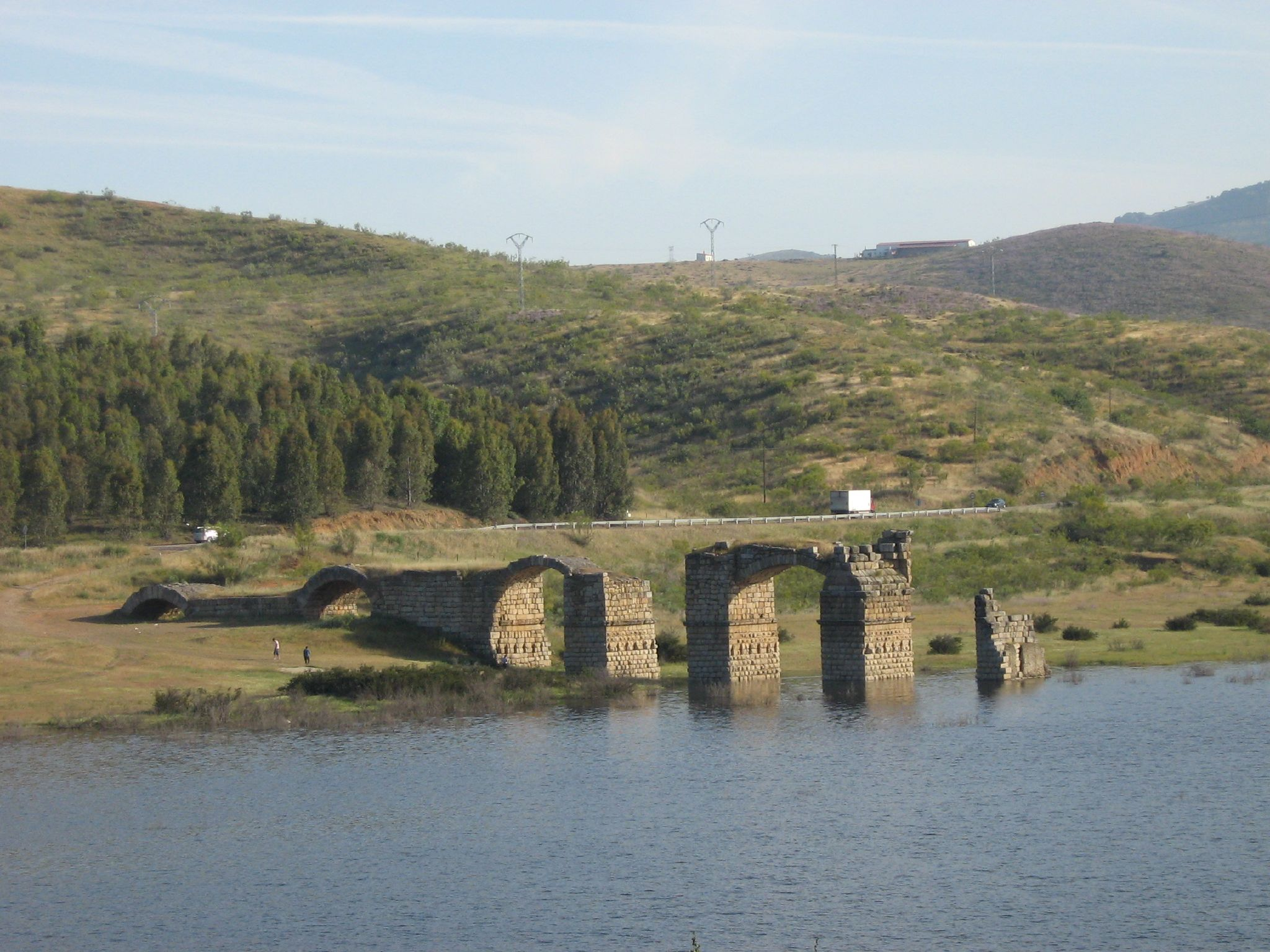
Puente de Alconétar

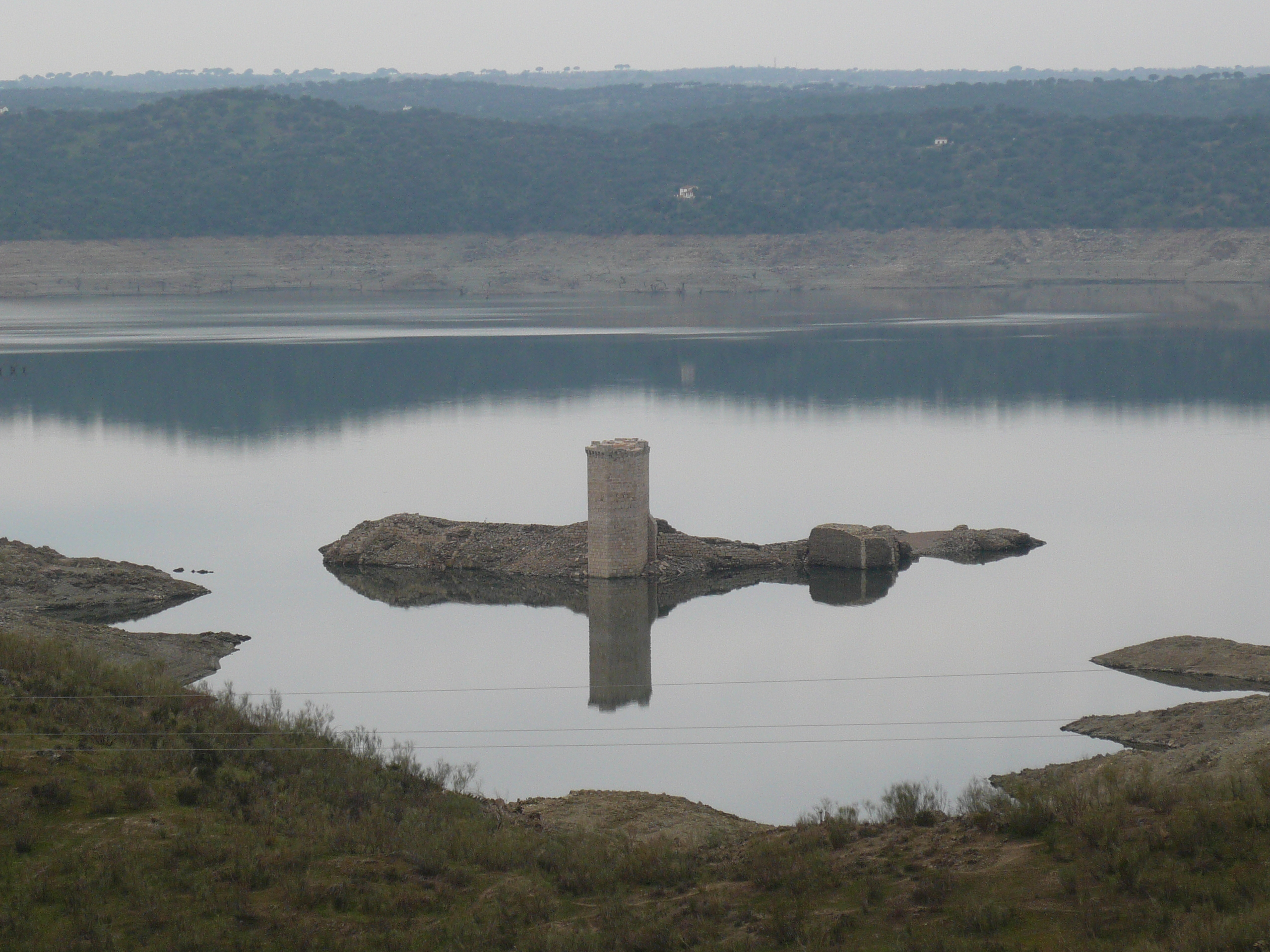
Castillo de Alconétar

- Die im 15. Jahrhundert begonnene und über 4000 m² große Plaza Mayor oder auch Plaza de la Constitución zählt zu den eindrucksvollsten Stadtplätzen ganz Spaniens. Viele der umstehenden, meist zweigeschossigen Häuser sind arkadengesäumt. Der Platz diente auch als Stierkampfarena.
- Zwei oder drei Straßen der Altstadt gehörten zum ehemaligen Judenviertel (Barrio Judio).
- Die in spätgotischem Stil erbaute Iglesia de Santa María de la Consolación erhebt sich in der Ortsmitte. Ihr Bau wurde im Jahr 1494 begonnen und 1520 vollendet. Zwei rundbogige Archivoltenportale führen in das dreijochige Kirchenschiff. Die Orgel stammt noch aus dem Jahr 1578 und ist damit die älteste der Iberischen Halbinsel.
- Die Iglesia de San Pedro Apóstol entstammt in etwa derselben Zeit. Bemerkenswert sind die steinernen Wappenschilde am Glockenturm. Der obere Teil des Spitzbogenportals auf der Südseite ist rechteckig gerahmt (alfiz). Das dreischiffige Innere der Kirche zeigt ein Altarretabel aus der Renaissance und zwei Nebenaltäre aus der Barockzeit.
- Der Palacio de los Condes de Alba de Liste entstammt dem 15. Jahrhundert war der Sitz der damaligen Grundherrn der Stadt.
- Ein weiteres Gebäude aus dem 16. Jahrhundert wird fälschlicherweise als Casa de los Templarios bezeichnet.
- Am Ortsrand steht eine beinahe modern anmutende Gerichtssäule (rollo oder picota).

Umgebung
- Der im ausgehenden 15. Jahrhundert erbaute Convento San Antonio de Padua gehört dem Franziskanerorden und steht etwas außerhalb der Stadt. Kirche und Kreuzgang (claustro) sind nahezu schmucklos gehalten.
- Ca. 12 km (Fahrtstrecke) östlich des Stadtzentrums befinden sich die Reste einer Römerbrücke (Puente de Alconétar) mit ihren außergewöhnlichen Segmentbögen.
- Unweit davon ragt bei niedrigem Wasserstand der Turm des Castillo de Alconétar aus dem Wasser des Stausees empor.[4]

## Persönlichkeiten
- Alonso de Mendoza (um 1485–1550), Gründer der bolivianischen Stadt La Paz, wurde in Garrovillas de Alconétar geboren.